# Оскар Квятковський
Оскар Квятковський (25 квітня 1996 , Закопане, Новосондецьке воєводство ) — польський сноубордист, чемпіон світу.

## Олімпійські ігри
| Рік  | Місто                     | ПГС |
| ---- | ------------------------- | --- |
| 2018 | Пхьончхан, Південна Корея | 13  |
| 2022 | Пекін, Китай              | 7   |

## Чемпіонат світу
| Рік  | Місто                  | ПС  | ПГС |
| ---- | ---------------------- | --- | --- |
| 2017 | Сьєрра-Невада, Іспанія | 12  | 20  |
| 2019 | Парк-Сіті, США         | DNF | 10  |
| 2021 | Рогла, Словенія        | 7   | 11  |
| 2023 | Бакуріані, Грузія      |     | 1   |

## Кубок світу
8 подіумів
- — 2
- — 2
- — 4

| Сезон     | Дата            | Місце проведення      | Дисципліна                     | Місце |
| --------- | --------------- | --------------------- | ------------------------------ | ----- |
| 2017–2018 | 10 березня 2020 | Скуоль, Швейцарія     | паралельний гігантський слалом | 2     |
| 2019–2020 | 11 січня 2020   | Скуоль, Швейцарія     | паралельний гігантський слалом | 3     |
| 2020–2021 | 6 березня 2021  | Рогла, Словенія       | паралельний гігантський слалом | 3     |
| 2021–2022 | 16 березня 2022 | Рогла, Словенія       | паралельний гігантський слалом | 2     |
| 2022–2023 | 10 грудня 2022  | Вінтерберг, Німеччина | паралельний слалом, команда    | 3     |
| 2022–2023 | 14 січня 2023   | Скуоль, Швейцарія     | паралельний гігантський слалом | 1     |
| 2022–2023 | 26 січня 2023   | Blue Mountain, Канада | паралельний гігантський слалом | 3     |
| 2022–2023 | 27 січня 2023   | Blue Mountain, Канада | паралельний гігантський слалом | 1     |

Оновлення 19 лютого 2023.